# Saad Uwayid Obeid Mijbil al-Shammari
Saad Uwayid Obeid Mijbil al-Shammari, còn được gọi là Abu Khalaf (? – 22 tháng 1 năm 2010), là một nhân vật lãnh đạo trọng yếu của Al-Qaeda làm nhiệm vụ đưa, từ năm 2006, hàng trăm tay súng ngoại quốc từ Syria vào Iraq.
Saad al-Shammari, một thân nhân của Naif Farhan Jalal Aljihaishi al-Shammari, một người Ả Rập Xê Út bị liệt kê trong danh sách 36 nhân vật Al-Qaeda bị truy nã tại Ả Rập Xê Út và bị giết trong vụ nổ súng tại Dammam, tháng 9 năm 2005, và của Abdullah al-Shammari, một người Saudi trẻ tuổi tham gia vào vụ tấn công Abqaiq. Abdullah al-Shammari bị giết ngày 27 tháng 2 năm 2006 tại Riyadh, thủ đô của Ả Rập Xê Út.
Saad Al-Shammari là một chỉ huy cao cấp al-Qaeda và từ năm 2006 tạo điều kiện cho các tay súng ngoại quốc vào Iraq. Được biết, ông đã chỉ dẫn quân nổi dậy và tích lũy tiền bạn vào Iraq. Abu Khalaf tuyển mộ các tay khủng bố từ Bắc Phi để hành động như các tay đánh bom tự sát và hỗ trợ việc thiết lập sắp xếp đi lại của họ vào Syria và cuối cùng Iraq.
Saad al-Shammari sống tại Syria, ngày 22 tháng 5 năm 2009 bị tình báo Hoa Kỳ và Ngân khố Hoa Kỳ tuyên bố là một nhân vật khủng bố Al-Qaeda. Hoạt động của ông, nghi ngờ có sự hỗ trợ của tình báo Syria, là một trong những lý do mà Tổng thống Hoa Kỳ Barack Obama quyết định, ngày 8 tháng 5 năm 2009, mở rộng hình phạt lên Syria vì hỗ trợ cho khủng bố. Abu Khalaf thay thế Abu Ghadiya, người bị hạ sát trong cuộc đột kích Abu Kamal ngày 26 tháng 10 năm 2008. Ngày 16 tháng 5 năm 2009, thứ Năm, Hoa Kỳ áp đặt các hình phạt lên thành phần Al-Qaeda ở Syria,
Ngày 28 tháng 1 năm 2010, theo quân đội Hoa Kỳ, Saad al-Shammari bị hạ sát tại miền bắc Iraq ngày 22 tháng 1 năm 2010. Ông được quân đội Mỹ mô tả là emir (tư lệnh) của Al-Qaeda tại Mosul. Ông bị giết sau khi tấn công một quân nhân trong cuộc đột kích phối hợp của Iraq và Hoa Kỳ tại thành phố phía Bắc. Quân đội Mỹ nói rằng người đàn ông được nhận diện qua các dấu vân tay và các phương pháp khác là Saad Uwayid Obeid Mijbil al-Shammari.